# Campeonato Asiático de Corta-Mato de 1999
A 5ª edição do Campeonato Asiático de Corta-Mato ocorreu em 1999 em duas sedes distintas, a categoria masculina em Teerã no Irão e a feminina em Hong Kong na China. A categoria por equipes foi constituída de três atletas para cada nacionalidade o que contou pontos na classificação final.

## Medalhistas
Esses foram os resultados do campeonato. 
| Evento                      | Ouro                   | Prata                      | Bronze                       |
| --------------------------- | ---------------------- | -------------------------- | ---------------------------- |
| Senior Masculino individual | Ahmad Zarekar Irão     | Toshinari Fujimoto · Japão | Noriyoshi Takasu · Japão     |
| Senior Masculino por equipe | Japão                  | Irão                       | China                        |
| Junior Masculino individual | Zhong Haibo · China    | Hidenori Noguchi · Japão   | Jalal Uddin · Paquistão      |
| Junior Masculino por equipe | Japão                  | Paquistão                  | Irão e Índia                 |
| Senior Feminino individual  | Mizuki Noguchi · Japão | Miwako Yamanaka · Japão    | Li Meihua · China            |
| Senior feminino por equipe  | Japão                  | China                      | Índia                        |
| Junior Feminino individual  | Kaori Yoshida · Japão  | Ritsuko Tankiku · Japão    | Kang Young-Ran Coreia do Sul |
| Junior Feminino por equipe  | Japão                  | China                      | Coreia do Sul                |

## Quadro de medalhas
| Ordem | País          | Ouro | Prata | Bronze |    |
| 1     | Japão         | 6    | 4     | 1      | 11 |
| 2     | China         | 1    | 2     | 2      | 5  |
| 3     | Irão          | 1    | 1     | 1      | 3  |
| 4     | Paquistão     | 0    | 1     | 1      | 2  |
| 5     | Índia         | 0    | 0     | 2      | 2  |
| 6     | Coreia do Sul | 0    | 0     | 2      | 2  |
| Total | Total         | 8    | 8     | 9      | 25 |